# 大藏康誠
大藏 康誠（おおくら やすなり、2008年 - ）は、能楽師狂言方大蔵流、俳優。スターダストプロモーション制作3部所属。

## 来歴・人物
東京都出身。
能楽師狂言方大藏流、大藏基誠の長男。25世宗家大藏彌右衛門の孫。
4歳7ヶ月で「以呂波」にて初舞台を踏む。舞台を楽しみつつ狂言の普及の為に修行中。
2019年公開の映画「よあけの焚き火」で本人役で出演。
芝居からモデルまでと幅広く活動し今後の活躍が期待される。

## 出演
【TV】
2013　東京MX「みんなで！ニコリッチ」
【映画】
2019　「よあけの焚き火」　サンセバスチャン国際映画祭上映作品